# 普氏鬚鰻
普氏鬚鰻為輻鰭魚綱鰻鱺目糯鰻亞目蛇鰻科鬚鰻屬的其中一種，分布於印度洋區，從坦尚尼亞至南非海域及太平洋的夏威夷群島，體長可達39公分，棲息於底層水域，屬肉食性，生活習性不明。

## 擴展閱讀
維基物種上的相關：普氏鬚鰻